# ناوشکن کلاس ساکورا
دیسترویر کلاس ساکورا (به انگلیسی: Sakura-class destroyer) یک کلاس از کشتی است که طول آن 79.2 meters pp, 83.6 meters overall می‌باشد.